# 瑞金宾馆
上海瑞金洲际酒店前称瑞金宾馆，位于上海市黄浦区瑞金二路118号，是一家由洲际酒店集團负责运营管理的历史酒店。酒店在2013年经过整体修复后重新开业。 瑞金宾馆分为本馆和太原路分馆两部份。
瑞金宾馆原名马立斯花园，是英国人马立斯(Henry Morris)所建私邸。马立斯1867年到上海，因赌马发迹，于是开始买地造房，除瑞金宾馆的一、二和三号楼以外马立斯还建造了武胜路，延安东路，重庆北路，大沽路附近的一批公寓住宅，并以马乐里，马吉里等来命名。 
建筑大量使用了红砖红瓦，具有浓重的英国风味，寝室，书房和餐厅有大量木雕装饰，大厅里有水晶灯具，花园里小桥流水，并种植了四季花草，还设置了喷水池，因为马立斯喜爱养马瑞金宾馆内还设置了马厮和犬舍用来饲养他购买来的名种马和狗。
中华人民共和国成立后，瑞金宾馆曾作为上海市首任市长陈毅的官邸，邓小平访问上海时也经常在此居住，也被当作迎宾馆接待外宾使用。1989年，瑞金宾馆一号楼作为优秀近代建筑被列入上海市文物保护单位和第一批上海市优秀历史建筑名单。瑞金宾馆三、四号楼在1999年被列为第三批上海市优秀历史建筑。

## 历史
- 1867年，英国人马立斯到达上海，就职于汇丰银行
- 1901年，马立斯购买外滩17号，开始不动产投资
- 1917年，瑞金宾馆一号楼建成
- 1924年，四号楼卖给日本三井洋行，更名为三井花园
- 1999年，全面改建

## 交通
- 地铁 
  - 上海轨道交通一号线陕西南路站往南徒步10分钟

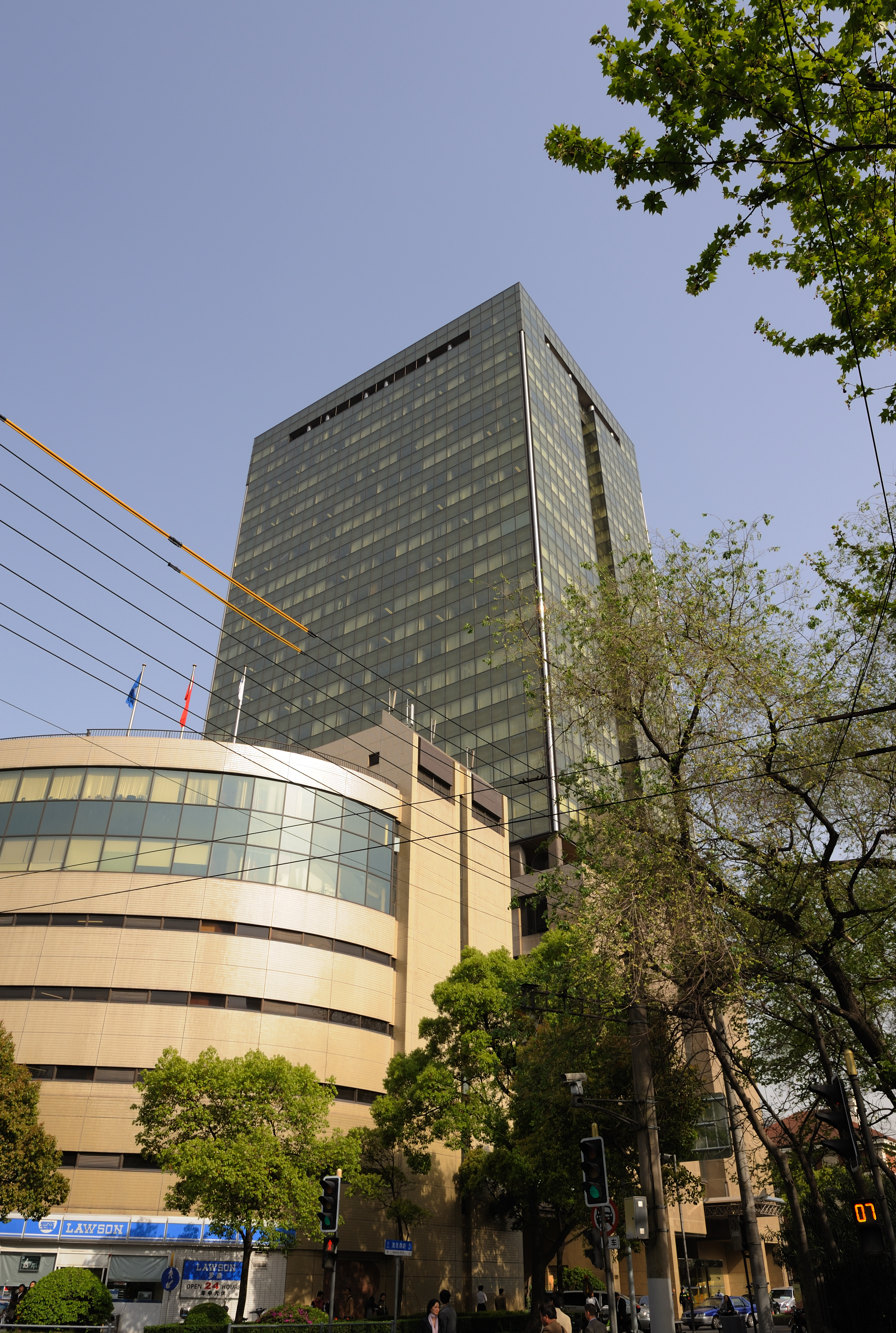
瑞金宾馆商务楼(又称瑞金大厦)

- 公交 
  - 17路
  - 24路
  - 96路
  - 41路
  - 114路
  - 128路

## 附近
- 淮海路
- 瑞金医院
- 打浦桥